# Cosmos 133
Cosmos 133 (in russo: Космос 133), o Soyuz 7K-OK No.2, è stato il primo volo di prova senza equipaggio della navicella spaziale Soyuz e la prima missione del programma Soyuz, come parte del programma spaziale sovietico.

## Lancio
Lanciato dal cosmodromo di Bajkonur a bordo del volo inaugurale del veicolo di lancio Soyuz 11A511 s/n U15000-02. Cosmos 133 era stato pianificato un test "all up", per includere un attracco automatizzato con un secondo veicolo spaziale Soyuz (Soyuz 7K-OK No.1), che era previsto per il lancio il giorno dopo Cosmos 133.

## Missione
Cosmos 133 è stato operato in un'orbita terrestre bassa, il 28 novembre 1966, aveva un perigeo di 171,0 km, un apogeo di 223,0 km, un'inclinazione di 51,9° e un periodo orbitale di 88,4 minuti.

## Atterraggio
I problemi riscontrati durante i test a terra del secondo veicolo spaziale hanno causato il ritardo del suo lancio ed è stato distrutto quando il suo veicolo di lancio è esploso sul suo trampolino di lancio a seguito di un tentativo di lancio cancellato nel dicembre 1966. Prima di questo, il sistema di controllo di assetto (ACS) di Cosmos 133 non funzionava correttamente, con conseguente rapido consumo di carburante di orientamento, lasciandolo girare a 2 giri/min. Dopo grandi sforzi e 5 tentativi in due giorni, l'imbarcazione stava finalmente scendendo per un atterraggio. A causa dell'inesattezza del rientro atmosferico, è stato stabilito che la capsula sarebbe atterrata in Cina. Il comando di autodistruzione è stato dato e il satellite è esploso il 30 novembre 1966.
La palla di fuoco ha attraversato il Giappone occidentale ed è stata registrata da una foto. Kōichirō Tomita identificò che si trattava del veicolo spaziale Cosmos 133.